# Coordinación Intergubernamental
La coordinación es un concepto amplio que consiste en la acción de "conectar medios, esfuerzo, objetivos, funciones, etc. para una acción común" y/o se denomina coordinación a "la capacidad de ordenar elementos en apariencia dispares para lograr un objetivo determinado. Así, es posible referirse a la coordinación motriz, a la coordinación de un grupo de trabajo, a la coordinación gramatical, a la económica, coordinación en las relaciones intergubernamentales, etc".
Dentro de las relaciones intergubernamentales (RIG's), también encontramos a la coordinación como un elemento sumamente importante. Las RIG's, se pueden definir sistemáticamente como las definió William Anderson: "un importante contingente de actividades o interacciones que tiene lugar entre unidades de gobierno de todo tipo y nivel territorial de actuación", y que en ellas precisa que exista un buen mecanismo de coordinación intergubernamental.
La coordinación intergubernamental se entiende  como un mecanismo de armonización entre  diferentes niveles de gobierno. Existen múltiples dimensiones (político, técnico y jurídico), participativo y concertado, vertical y horizontal, y de diferentes alcances (macro, meso y micro), que involucra diferentes actores y sectores, con el fin de articular esfuerzos, crear sinergias que favorecen el logro de objetivos estratégicos, evitar duplicidades y omisiones en el ejercicio de las funciones administrativas de cada ente público para que sean realizadas de forma racional y ordenada. Además hace posible la información recíproca, el equilibrio técnico y la acción conjunta de la autoridad en el ejercicio de sus respectivas competencias para así conseguir la integración del conjunto del sistema.

## Coordinación
La coordinación tiene diferentes acepciones, pero las más cercanas al  contexto intergubernamental o gobierno multinivel, centrado en las relaciones entre niveles de gobierno y administración, tanto nacionales como inter/supranacionales son las siguientes:
- Según el Banco Interamericano de Desarrollo (BID).

La coordinación es un instrumento para lograr consistencia, integralidad de las políticas en ámbito de intervención intersectorial e intergubernamental, recurriendo a mecanismos tanto de “governance” como de cambio organizacional. Por ello la coordinación ocurre a diferentes niveles (vertical y horizontal) y con diferentes grados de complejidad (interdependencia de objetivos, funciones y recursos entre diferentes entes). 
- Según el Tribunal Constitucional Español.

El Tribunal Constitucional en varias sentencias dice que “la coordinación persigue la integración de la diversidad de las partes o subsistemas en el conjunto de sistemas, evitando contradicciones y reproduciendo disfunciones que, de subsistir, impedirían o dificultarían respectivamente la realidad del sistema. Para conseguir esa finalidad, la coordinación general debe ser entendida como la fijación de medios y de sistemas de relación que hagan posible la información recíproca, la homogeneidad técnica en determinados aspectos y la acción conjunta de las autoridad en el ejercicio de sus respectivas competencias, de tal modo que se logre la integración de actores parciales en la globalidad del sistema”.
- Según Tom Peters (1998).

La coordinación se refiere a la necesidad de asegurar que las distintas organizaciones, públicas y privadas, responsables de la formación de las políticas públicas, trabajen juntas para no producir redundancias ni brechas en la entrega de los servicios. 
- Koldo Echebarría (2001).

Por parte de  define la coordinación como el proceso de creación o utilización de reglas de decisión por el que dos o más actores se ocupan colectivamente de un entorno de trabajo compartido. Esta definición englobaría la coordinación jerárquica y no jerárquica (dependiendo de que el actor que crea o utiliza la regla de decisión se sitúe por encima de los actores coordinados o sean los propios actores los que lo hagan), así como la coordinación intraorganizativa […] en la que la jerarquía es un recurso disponible.

## Características de la Coordinación Intergubernamental[3]
- Proceso político y técnico a la vez.

Ambas dimensiones son inseparables y como tal están presentes en todo proceso de coordinación, que viene a ser un “modo de gobernanza” para generar legitimidad, aprendizaje y efectividad. Es un proceso político porque se desarrolla con participación intergubernamental y porque apunta al logro de convergencia y acuerdos en los niveles políticos más altos, tanto en torno a las ideas como en el ámbito de la implementación de las políticas. Es técnico porque requiere de expertos especializados para diagnosticar los problemas y elaborar opciones y decisiones.
- Proceso participativo y concertado.

El enfoque participativo y concertado de la coordinación responde a la necesidad de articular acciones intersectoriales e intergubernamentales, por una parte, y entre el gobierno con las organizaciones de la sociedad civil, por la otra. El carácter participativo de la coordinación surge para que se abra genuinamente a los actores relevantes de cada sector y apunte a establecer acuerdos fundamentales entre ellos que se expresen. La coordinación de carácter participativo y concertado procura apoyarse en una estructura de incentivos para incluir actores nacionales y locales.
- Proceso horizontal y vertical a la vez.

En primer lugar, los gobiernos centrales son vistos como los decisores y la coordinación que ejercen es vertical. En segundo lugar, los gobiernos subnacionales son vistos como los implementadores y la coordinación que ejercen es horizontal. Se pretende alterar esta visión para considerar que los gobiernos centrales también se involucran en la implementación y que por consiguiente la coordinación vertical, llamada también intergubernamental, debe ser vista como una condición indispensable para la coordinación horizontal, siendo ambas inseparables (Peters, 1998). En la coordinación vertical, el nivel superior de gobierno juega un papel normativo, de financiamiento y monitoreo. La coordinación horizontal es también llamada intersectorial, y articula la acción de las distintas agencias sectoriales (Serrano, 2003).
- Proceso de diferentes alcances (macro, meso y micro).

La coordinación puede ser de alcance macro cuando son intersectoriales e intergubernamentales, a escala nacional; meso cuando se da a nivel regional y; micro cuando el alcance es a nivel local, además, responde a diversos niveles de gestión política y técnica, según las escalas y ámbitos de intervención requeridos. Independientemente de su alcance y nivel, la coordinación constituye un proceso que recurre a múltiples mecanismos, instrumentos, normas y procedimientos de gestión que dependen del grado de desarrollo institucional preexistente.